# Josué 23
Josué 23 es el vigesimotercero y penúltimo capítulo del Libro de Josué en la Biblia hebrea o en el Antiguo Testamento de la Biblia cristiana. Según la tradición judía, el libro se atribuyó a Josué, con añadidos de los sumos sacerdotes Eleazar y Fineas, pero los eruditos modernos la consideran parte de la Tradición deuteronómica, que abarca desde el libros del Deuteronomio hasta 2 Reyes, atribuida a escritores nacionalistas y devotos de Yahvé durante la época del rey reformador de Judea Josías en el siglo VII a. C.. Este capítulo recoge el discurso de despedida de Josué a las tribus de Israel, parte de una sección que comprende Josué 22:1-24:33 sobre la preparación de los israelitas para la vida en la tierra de Canaán.

## Texto
Este capítulo fue escrito originalmente en Lengua hebrea. Está dividido en 16 Versículos.

### Testigos textuales
Algunos manuscritos antiguos que contienen el texto de este capítulo en hebreo pertenecen a la tradición del Texto Masorético, que incluye el Códice de El Cairo (895), el Códice de Alepo (siglo X) y el Códice Leningradoensis (1008).
Los manuscritos antiguos existentes de una traducción al griego koiné conocida como Septuaginta (originalmente se hizo en los últimos siglos a. C.) incluyen el Codex Vaticanus (B; {\displaystyle {\mathfrak {G}}}B; siglo IV) y Codex Alexandrinus (A; {\displaystyle {\mathfrak {G}}}A; siglo V). 

## Análisis
.

Mapa de la asignación de tierras a las tribus de Israel en tiempos de Josué

La narración de la preparación de los israelitas para la vida en la tierra comprende los Versículos 22:1 a 24:33 del Libro de Josué y tiene el siguiente esquema:
A. El altar del Jordán (22:1-34)
B. La despedida de Josué (23:1-16)
1. El escenario (23:1-2a)
2. 2. La seguridad de la asignación (23:2b-5)
3. 3. Aliento a la fidelidad duradera (23:6-13)
4. El cumplimiento seguro de la Palabra de Dios (23:14-16)
C. Pacto y conclusión (24:1-33)
El libro de Josué concluye con dos ceremonias distintas, cada una de las cuales parece ser un final:
1. Un discurso de despedida de Josué a las tribus reunidas en un lugar sin nombre (Josué 23).
2. Una ceremonia de renovación del pacto en Siquem (Josué 24)

## Despedida de Josué (23:1-16)
El discurso de despedida de Josué a las tribus reunidas de Israel en este capítulo está vinculado a la narración de la conquista, conectando con las afirmaciones de Josué 11:23 y 21:43-45 sobre el cumplimiento de la promesa, la conquista completa y el descanso de la guerra. El Versículo inicial (1b) repite palabra por palabra una frase de Josué 13:1 sobre la avanzada edad de Josué. El discurso advierte al pueblo que se aferre a la ley de Moisés (versículo 6; cf. Josué 1:7), y que 'ame' al propio YHWH (versículo 11, cf. Deuteronomio 6:5-el término 'amor' denota 'lealtad al pacto'). No deben copiar las prácticas de culto de los pueblos nativos que aún vivían entre ellos (versículos 7, 16), ni casarse con ellos (versículo 12; cf. Deuteronomio 7:1-5). Si lo hacen, YHWH dejará de expulsar a las naciones, y el propio pueblo de Israel será expulsado de su tierra adquirida (versículos 15, 16; cf. Deuteronomio 30:17-18). Aquí Josué expone las dos posibilidades del pacto: «fidelidad y posesión», o “infidelidad y pérdida”, como una elección con sus consecuencias (cf. Deuteronomio 28). Además, Josué advierte que las «maldiciones» del pacto llegarán sin duda (versículo 15b; cf. Deuteronomio 4:25-31; 30:1-5).

### Comentarios a los versículos 1-16
Antes de morir, Josué dirige un emotivo discurso al pueblo, interpretando los acontecimientos vividos desde una perspectiva religiosa. Siguiendo el ejemplo de Moisés, exhorta a confiar en el Señor y cumplir su Ley, recordando que la fidelidad es esencial para conservar la tierra prometida. Este mensaje combina promesas y advertencias, y destaca cómo Dios ha cumplido todas sus promesas, dispersando a los enemigos y entregando la tierra.
La experiencia de Josué le confirma que vale la pena ser fiel al Señor, y transmite al pueblo el mismo mensaje que Dios le dio al inicio de su misión. Este modelo encuentra su plenitud en Jesús, quien vivió en total obediencia al Padre, incluso hasta la cruz (Lc 22,42). San Pablo destaca su ejemplo en Filipenses 2,5-9, mostrando que la fidelidad y obediencia al Señor conducen a la exaltación. Así, escuchar y vivir la Palabra de Dios da sentido a la vida, y el testimonio de su fidelidad inspira a otros con fuerza irresistible.